# Monarque (oiseau)
Pour les articles homonymes, voir Monarque (homonymie).
Taxons concernés
Dans la famille des Monarchidae les genres :
- Selon la CINFO :
  - Arses
  - Chasiempis
  - Clytorhynchus
  - Lamprolia
  - Mayrornis
  - Monarcha
  - Myiagra
  - Neolalage
  - Pomarea
- Dans le langage courant, d'autres
espèces de genres prochesmodifier

Monarque est un nom ambigu, donné en français à de nombreuses espèces d'oiseaux de genres variés, appartenant à la famille des Monarchidae, dans l'ordre des Passeriformes.

## Désignation
Si l'on s'en tient aux noms normalisés affectés par la CINFO, l'appellation « monarque » ne désignerait que les espèces des 9 genres. Par extension, d'autres oiseaux de la famille des Monarchidae qui sont ainsi nommés dans le langage courant, tels certains largebecs et tchitrecs. Enfin, beaucoup de monarques sont aussi appelés « gobemouches ».

## Listes de monarques

### Les monarques de la CINFO

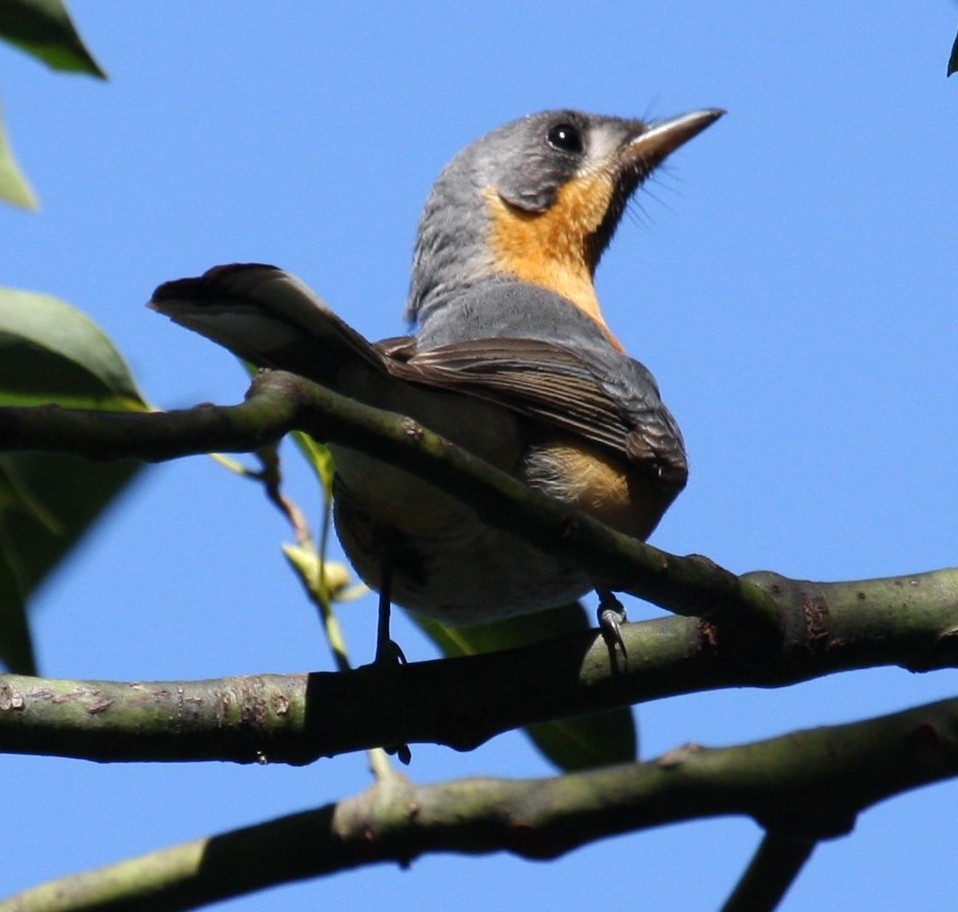
Monarque à lunettes (Monarcha trivirgatus)

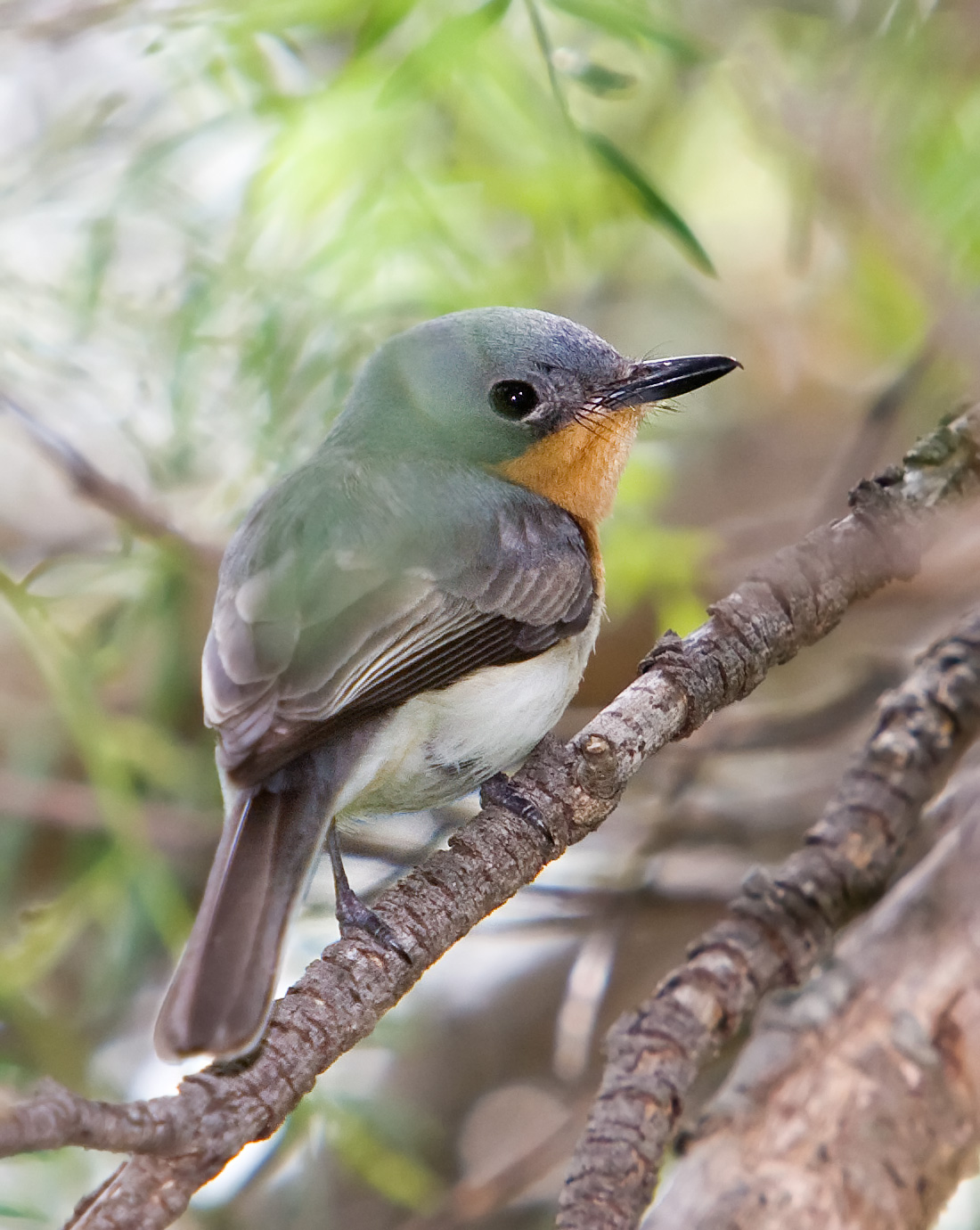
Monarque rougegorge (Myiagra rubecula)

Si l'on s'en tient aux appellations normalisées de la CINFO, on compte 69 espèces de monarques :
- Monarque acier — Myiagra ferrocyanea
- Monarque à ailes noires — Monarcha frater
- Monarque à ailes tachetées — Monarcha guttulus
- Monarque des Banks — Neolalage banksiana
- Monarque à bec large — Myiagra ruficollis
- Monarque de Biak — Myiagra atra
- Monarque des Bismarck — Monarcha verticalis
- Monarque de Boano — Monarcha boanensis
- Monarque de Bougainville — Monarcha erythrostictus
- Monarque de Brehm — Monarcha brehmii
- Monarque de Brown — Monarcha browni
- Monarque brun — Clytorhynchus pachycephaloides
- Monarque de Buru — Monarcha loricatus
- Monarque à capuchon — Monarcha manadensis
- Monarque à col blanc — Monarcha vidua
- Monarque à collerette — Arses telescopthalmus
- Monarque à crête bleue — Myiagra azureocapilla
- Monarque doré — Monarcha chrysomela
- Monarque élépaïo — Chasiempis sandwichensis
- Monarque d'Everett — Monarcha everetti
- Monarque à face noire — Monarcha melanopsis
- Monarque de Fatu Hiva — Pomarea whitneyi
- Monarque des Fidji — Clytorhynchus vitiensis
- Monarque de Florès — Monarcha sacerdotum
- Monarque à froc roux — Arses insularis
- Monarque à gorge noire — Clytorhynchus nigrogularis
- Monarque de Guam — Myiagra freycineti
- Monarque des îles — Monarcha cinerascens
- Monarque infatigable — Myiagra inquieta
- Monarque iphis — Pomarea iphis
- Monarque des Kaï — Monarcha leucurus
- Monarque de Kofiau — Monarcha julianae
- Monarque de Lesson — Mayrornis lessoni
- Monarque luisant — Myiagra alecto
- Monarque à lunettes — Monarcha trivirgatus
- Monarque des Marquises ou Maukeke — Pomarea mendozae
- Monarque mélanésien — Myiagra caledonica
- Monarque à menton noir — Monarcha mundus
- Monarque menu — Myiagra nana
- Monarque des Moluques — Myiagra galeata
- Monarque noir — Monarcha axillaris
- Monarque à nuque blanche — Monarcha pileatus
- Monarque océanite — Myiagra oceanica
- Monarque oreillard — Monarcha leucotis
- Monarque des Palau — Myiagra erythrops
- Monarque pie — Monarcha barbatus
- Monarque de Ponapé — Myiagra pluto
- Monarque de Rarotonga — Pomarea dimidiata
- Monarque de Rennell — Clytorhynchus hamlini
- Monarque de Richards — Monarcha richardsii
- Monarque rougegorge — Myiagra rubecula
- Monarque roux — Monarcha rubiensis
- Monarque des Saint-Matthias — Monarcha menckei
- Monarque des Samoa — Myiagra albiventris
- Monarque de San Cristobal — Myiagra cervinicauda
- Monarque sanglé — Arses kaupi
- Monarque satiné — Myiagra cyanoleuca
- Monarque schistacé — Mayrornis schistaceus
- Monarque de Tahiti — Pomarea nigra
- Monarque des Tanimbar — Monarcha castus
- Monarque terne — Myiagra hebetior
- Monarque de Tinian — Monarcha takatsukasae
- Monarque triste — Monarcha infelix
- Monarque de Truk — Metabolus rugensis
- Monarque de Vanikoro — Myiagra vanikorensis
- Monarque à ventre marron — Monarcha castaneiventris
- Monarque versicolore — Mayrornis versicolor
- Monarque de Yap — Monarcha godeffroyi

### Tisserins non normalisés
Dans le langage courant, d'autres espèces sont appelées monarques, et certaines des espèces précédentes ont d'autres appellations :
- Monarque à poitrine jaune — Machaerirhynchus flaviventer
- Monarque à poitrine noire — Machaerirhynchus nigripectus
- Monarque de Rowley — Eutrichomyias rowleyi